# Піжоніт
Піжоні́т — мінерал, складний силікат кальцію, магнію та двовалентного заліза, групи піроксенів.

## Загальний опис
Бідний на кальцій моноклінний піроксен ряду діопсид — геденберґіт.
Хімічна формула:
- 1. За Є. Лазаренком: (Mg, Fe2+,Ca)2Si2O6.
- 2. За «Fleischer's Glossary» (2004): (Mg, Fe, Ca)(Mg, Fe)[Si2O6].

Домішки: TiO2, MnO, Na2O, K2O, Al2O3, H2O. Склад у % (з родов. Піжон-Пойнт, США): MgO — 15,15; FeO — 14,9; Fe2O3 — 5,5; CaO — 10,72; SiO2 — 45,05.
Сингонія моноклінна. Призматичний вид. Утворює короткопризматичні кристали, мікрофенокристали.
Густина 3,3—3,4.
Твердість 6,0—6,5.
Колір зеленувато-коричневий, коричневий, чорний або безбарвний. Рідкісний мінерал вивержених гірських порід. Трапляється в долеритах, базальтах і габро. Утворюється при швидкому охолодженні андезитових та дацитових лав і дрібних габроїдних інтрузій.
Вперше знайдений в Піжон-Пойнті (штат Міннесота, США). Крім того, виявлений у метеориті Мур-Ко (штат Північна Кароліна, США), норитах ПАР.
За назвою першознахідки (A.N.Winchell, 1900).

## Різновиди
Розрізняють:
- піжоніт-авгіт (піроксен, за складом проміжний між авгітом і піжонітом),
- піжоніт залізистий (різновид піжоніту, який містить до 30 % FeO),
- піжоніт магнієвий (різновид піжоніту, який містить 60-80 % кліноенстатитового компонента Mg[SiO3]),
- піжоніт проміжний (проміжного складу між магнієвим і залізистим різновидами П.),
- піжоніт титановий (різновид піжоніту, який містить до 4,5 % TiO2).